# Саут-стріт (Мангеттен)
Саут-стріт (англ. South Street) — вулиця в Нижньому Манхеттені, Нью-Йорк, розташована безпосередньо біля Іст-Ривер. Пролягає від Вайтголл-стріт біля південного краю Манхеттена до Джексон-стріт біля Вільямсбурзького мосту. Магістраль ФДР, на підвищеній частині, відомій як Віадук Саут-стріт, проходить уздовж усієї вулиці.
Вулиця відома морським портом на Саут-стріт, на південь від Бруклінського мосту, і є колишнім місцем рибного ринку Фултон, який був розташований на північ від морського порту. Нікербокер-Віллідж, муніципальний житловий проект, розташований на Саут-стріт між Бруклінським мостом і Манхеттенським мостом у районі "Два мости". На захід від морського порту на Південній вулиці розташовано кілька офісних будівель, у тому числі Вотер-стріт, 55, і Музей поліції Нью-Йорка.

## Історія
Набережна Іст-Рівер у нижньому Манхеттені, яка включає Саут-стріт (названу так тому, що вона розташована на південній стороні острова), відіграла важливу роль у ранній історії Нью-Йорка і за двісті років стала один з найбільш процвітаючих комерційних районів міста. Такий розвиток району морського порту Саут-стріт від невеликого скупчення пристаней у 18 столітті до важливої частини провідного порту країни в XX–XIX століттях відображає підйом Нью-Йорка як міжнародного торговельного центру.

## У масовій культурі
Цю вулицю часто використовували як місце для зйомок голлівудських фільмів, у тому числі «Капелюх, повний дощу», знятий у 1957 році в Нікербокер-Віллідж. Саут-стріт стала місцем дії фільму Сема Фуллера 1953 року «Пригода на Саут-стріт».
1. ↑  OpenStreetMap — 2004.